# Jason Earles
Jason Daniel Earles (26 de abril de 1977) es un actor estadounidense conocido por personificar a Jackson Stewart en la serie de Disney, Hannah Montana.

## Biografía

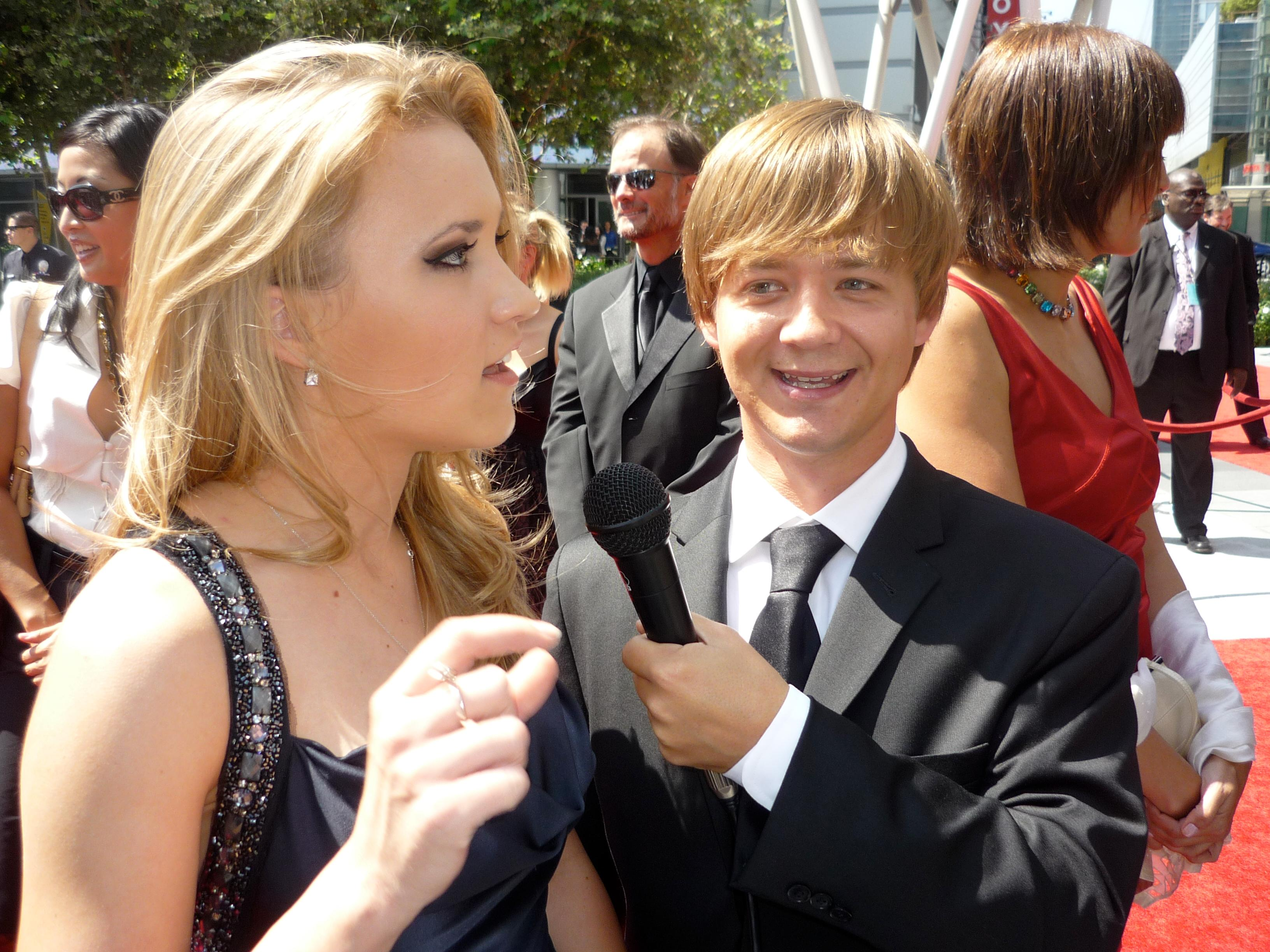
Jason Earles y Emily Osment en 2010.

Earles nació en San Diego, California, el 26 de abril de 1977. Después de vivir en Ohio y en el estado de Washington, su familia se mudó a Oregón. Antes de trasladarse al sur de California, Earles vivió en Billings, Montana, en donde obtuvo un título universitario del Rocky Mountain College en el año 2000 a los 23 años.

## Carrera
Earles hace de hermano mayor de Miley Stewart (Miley Cyrus), Jackson Stewart, en la serie de Disney Channel Hannah Montana, serie en donde comenzó a trabajar en 2006 a la edad de 28 años. Ha sido actor invitado en dos ocasiones en Phil del Futuro, como "Grady Spagget", un estudiante de matemáticas avanzadas. Durante el año 2006, Earles fue integrante del equipo azul en los denominados Disney Channel Games; más adelante en 2007 y 2008 estuvo en el equipo Rojo. Actuó en la serie Kickin' it donde interpretaba el papel de Rudy en 2011.

## Filmografía
| Año       | Programa                          | Personaje            | Notas                                           |
| --------- | --------------------------------- | -------------------- | ----------------------------------------------- |
| 2016      | Best Friends Whenever             | Dax Fraggins         | "The Friendship Code" (Temporada 2, episodio 7) |
| 2014      | Pecezuelos                        | Chico Hámster (Voz)  | "Bea Salva un Árbol" (Temporada 3, episodio 20) |
| 2011-2015 | Kickin' It                        | Rudy                 | Personaje principal                             |
| 2011      | Disney's Friends for Change Games | Él mismo             | Conductor                                       |
| 2009      | Aaron Stone                       | Hunter               | Personaje secundario                            |
| 2009      | Space Buddies                     | Spudnick             | Voz                                             |
| 2009      | Hannah Montana: La pelicula       | Jackson Stewart      | Película                                        |
| 2009      | Dadnapped                         | Merv Kilbo           | Película                                        |
| 2008      | Boston Legal                      | Mitchy Weston        | Película                                        |
| 2008      | Disney Channel Games 2008         | Él mismo             | Equipo rojo                                     |
| 2007      | Disney Channel Games 2007         | Él mismo             | Equipo rojo                                     |
| 2007      | Gordon Glass                      | The Boss             |                                                 |
| 2006      | Disney Channel Games 2006         | Él mismo             | Equipo azul                                     |
| 2006      | The Emperor's New School          | Guaca                | Personaje recurrente                            |
| 2006      | Hannah Montana                    | Jackson Stewart      | Personaje principal 2006-2011                   |
| 2005      | Phil of the Future                | Grady Spaggett       | Aparición                                       |
| 2005      | American Pie Presents: Band Camp  | Ernie Kaplowitz      | Película                                        |
| 2005      | One on One                        | Brad                 | Aparición                                       |
| 2005      | Special Ed                        | Young David          |                                                 |
| 2004      | Table 6                           | Bus Boy              |                                                 |
| 2004      | National Treasure                 | Thomas Gates         | Película                                        |
| 2004      | Still Standing                    | Goran the Invincible | Aparición                                       |
| 2003      | The Shield                        | Kyle                 | Aparición                                       |
| 2003      | MADtv                             | Swirley Kid          |                                                 |

## Premios y nominaciones
| Año  | Premiación         | Categoría                                  | Nominado                    | Resultado |
| ---- | ------------------ | ------------------------------------------ | --------------------------- | --------- |
| 2009 | Teen Choice Awards | Mejor Actor de Película: Música / Película | Hannah Montana: La pelicula | Nominado  |